# خنكار
خنكار (بالتركية الحديثة: Hünkar) هو لقب لسلاطين الدولة العثمانية دون غيرهم من الحكام. هناك أكثر من رأي في أصل الكلمة، الرأي الأول أنها من اللغة الأويغورية وحُرفت من كلمة (Unkar) وتعني: «صاحب الحظ»، أو «المحظوظ»، أو «الموفق». وقيل أنها من أصل فارسي بمعنى «السلطان الأعظم». وهناك عدة آراء في أصل الكلمة، هل هي كلمة تركية أصلية أم محرفة من كلمة أخرى.

## اامراجع
1. ↑  صابان، سهيل (1421هـ/2001م). المعجم الموسوعي للمصطلحات العثمانية التاريخية. الرياض: مطبوعات مكتبة الملك فهد الوطنية. ص. 105. ISBN:9960001490. {{استشهاد بكتاب}}: تحقق من التاريخ في: |سنة= (مساعدة)